# Compascuum (gebied)
Het compascuum (soms: compascuüm) betekent gemeenschappelijke weide of meent en beslaat het gebied globaal gelegen tussen Ter Apel en Zwartemeer.
Het gebied was omstreden na de meting van 1615 toen een grens tussen de provincies Drenthe en Groningen door het veengebied werd vastgesteld. Beide provincies meenden er aanspraak op te kunnen maken.
In 1630 besliste stadhouder Ernst Casimir dat het gebied gemeenschappelijk zou zijn. Het kreeg toen de Latijnse naam compascuum (van com = samen en pascua = weidegrond) .
Pas in 1817 werd het gebied definitief Drents.
In het gebied liggen twee dorpen die in naam herinneren aan de gemeenschappelijkheid: Emmer-Compascuum en Barger-Compascuum.
Het gebied en de plaatsen worden ter plaatse ook wel aangeduid met de verkorte naam Compas.